# Fernand Goeyens
Pierre François Fernand Goeyens (Vorst, 15 augustus 1892 – Elsene, 3 oktober 1965) was een Belgisch componist, pianist, organist en muziekpedagoog.
Hij is zoon van trompettist, componist en muziekpedagoog Alphonse Goeyens en Francéline Jeanne Mathilde Blanche Platteel. Hijzelf huwde Jeanne Busschaert (zij schreef ook wel teksten bij Goeyens’ liederen) en Jeanne Marguerite Bardol.
Hij kreeg zijn muziekopleiding aan het Koninklijk Conservatorium Brussel waarbij lessen kreeg van Paul Gilson (theoretische harmonieleer), Gustave Huberti (harmonieleer), Alfons Desmet (orgel), Edouard Samuel (praktische harmonieleer), Léon Du Bois (contrapunt en fuga). Hij haalde in zijn studie diverse eerste prijzen. Hij zou niet veel later optreden als monitor en docent aan hetzelfde instituut in het vak theoretische harmonieleer. Vanaf 1949 was hij docent aan het Koninklijk Conservatorium Bergen, alwaar hij in 1957 met pensioen ging.
Zijn oeuvre als componist is niet groot. Van zijn hand kwamen onder meer Trois dances anciennes, Suite dans le style de XVIIIe siecle, Fantaisie romantique, Fantaisie caprice (1921), Les heures, Marine en Prélude et scherzo fantastique. Ook op het gebied van de kamermuziek zijn er werken van hem bekend, zoals Suite romantique voor trompet en piano. Zijn magnum opus is de opera Het rouwkleed (Le robe de deuil), naar een libretto (en Franse vertaling) van Jules van Roy naar een drama van Nestor de Tière . De Koninklijke Opera van Luik en Koninklijke Vlaamse Opera in Antwerpen brachten het op het podium.
- Bibliothèque nationale de France: cb149899415 (data)
- Gemeinsame Normdatei: 1068723092
- International Standard Name Identifier: 0000 0000 3966 7866
- Library of Congress Control Number: no90006545
- MusicBrainz: e8bcebf2-448c-4151-bfcb-e13f11e54885
- Nederlandse Thesaurus van Auteursnamen: 287953769
- Système universitaire de documentation: 224145916
- Virtual International Authority File: 78336768
- WorldCat: E39PBJrCfHbpFFpGYttvKqvbVC